# 尼克希奇鋼鐵足球俱樂部
尼克希奇足球俱樂部是黑山的一家足球俱樂部。主場位於尼克希奇。球隊已於2014年解散。

## 外部連結
- Profile by Weltfussballarchiv （页面存档备份，存于） （英文）